# Іст-Гарден-Сіті (Нью-Йорк)
Іст-Гарден-Сіті (англ. East Garden City) — переписна місцевість (CDP) в США, в окрузі Нассау штату Нью-Йорк. Населення — 6208 осіб (2010).

## Географія
Іст-Гарден-Сіті розташований за координатами 40°43′54″ пн. ш. 73°35′51″ зх. д. / 40.73167° пн. ш. 73.59750° зх. д. (40.731764, -73.597564).  За даними Бюро перепису населення США в 2010 році переписна місцевість мала площу 7,78 км², з яких 7,76 км² — суходіл та 0,02 км² — водойми.

## Демографія
Згідно з переписом 2010 року, у переписній місцевості мешкало 6208 осіб у 1212 домогосподарствах у складі 725 родин. Густота населення становила 798 осіб/км².  Було 1341 помешкання (172/км²).
Расовий склад населення:
| - 72,1 % — білих - 17,5 % — чорних або афроамериканців - 4,5 % — азіатів - 0,1 % — вихідців з тихоокеанських островів - 0,1 % — корінних американців - 2,8 % — осіб інших рас |

До двох чи більше рас належало 3,0 %. Частка іспаномовних становила 9,0 % від усіх жителів.
За віковим діапазоном населення розподілялося таким чином: 4,8 % — особи молодші 18 років, 79,4 % — особи у віці 18—64 років, 15,8 % — особи у віці 65 років та старші. Медіана віку мешканця становила 21,6 року. На 100 осіб жіночої статі у переписній місцевості припадало 82,3 чоловіків;  на 100 жінок у віці від 18 років та старших — 82,0 чоловіків також старших 18 років.
Середній дохід на одне домашнє господарство  становив 153 736 доларів США (медіана — 104 250), а середній дохід на одну сім'ю — 168 808 доларів (медіана — 114 958). Медіана доходів становила 100 021 долар для чоловіків та 53 967 доларів для жінок. За межею бідності перебувало 5,9 % осіб, у тому числі 15,5 % дітей у віці до 18 років та 1,7 % осіб у віці 65 років та старших.
Цивільне працевлаштоване населення становило 2539 осіб. Основні галузі зайнятості: освіта, охорона здоров'я та соціальна допомога — 36,0 %, науковці, спеціалісти, менеджери — 17,7 %, мистецтво, розваги та відпочинок — 11,7 %, роздрібна торгівля — 10,7 %.